# Avranches
Avranches je naselje in občina v severozahodni francoski regiji Spodnji Normandiji, podprefektura departmaja Manche. Leta 2008 je naselje imelo 8.179 prebivalcev. 

## Geografija
Kraj leži v Normandiji.

## Administracija
Avranches je sedež istoimenskega kantona, v katerega so poleg njegove vključene še občine 
Chavoy, La Godefroy, La Gohannière, Marcey-les-Grèves, Plomb, Pontaubault, Ponts, Saint-Brice, Saint-Jean-de-la-Haize, Saint-Loup, Saint-Martin-des-Champs, Saint-Ovin, Saint-Senier-sous-Avranches, Vains in Le Val-Saint-Père z 19.270 prebivalci.
Naselje je prav tako sedež okrožja, v katerem se nahajajo kantoni Avranches, Barenton, Brécey, Ducey, Granville, La Haye-Pesnel, Isigny-le-Buat, Juvigny-le-Tertre, Mortain, Pontorson, Saint-Hilaire-du-Harcouët, Saint-James, Saint-Pois, Sartilly, Sourdeval in Teilleul s 122.311 prebivalci.

## Zgodovina
Ob koncu rimskega obdobja je prvotna naselbina Ingena, središče lokalnega plemena Abricantes prevzela njihovo ime. Leta 511 je kraj postal sedež škofije, ukinjene med francosko revolucijo. V letu 933 je njegovo ozemlje Avranchin pripadlo Normanom. 
Leta 1172 je bil v Avranchesu držan koncil kot posledica usmrtitve Thomasa Becketa s strani Angleške Cerkve. Henrik II. je bil po pokori razrešen graje, ki si jo je nakopal s smrtjo angleškega prelata, in dosegel s Cerkvijo kompromis, pri katerem je prisegel zvestobo papežu Aleksandru III.
Med stoletno vojno, prav tako tudi v času verskih vojn, je bil Avranches močno poškodovan. 
V Avranchesu se je v času druge svetovne vojne, 31. julija 1944, začela vojaška akcija, del Operacije Overlord, v kateri je bil presekan polotok Cotentin na dvoje (Operacija Kobra).

## Znamenitosti
- Katedrala sv. Andreja,
- Le Scriptorial, muzej srednjeveških manuskriptov iz Mont-Saint-Michela,
- Le Grand-Doyenné, francoski zgodovinski spomenik.

## Pobratena mesta
- Saint-Gaudens (Haute-Garonne, Francija) (1944),
- Korbach (Nemčija) (1963),
- Saint Helier (Jersey) (1982).
- Crediton (Združeno kraljestvo) (1993).